# Yuki Yamazaki
Yuki Yamazaki (Japans: 山崎 勇喜, Yamazaki Yūki) (Toyama, 16 januari 1984) is een Japanse snelwandelaar. Hij nam driemaal deel aan de Olympische Spelen, maar won hierbij geen medailles.
In 2004 nam deel aan de 50 km snelwandelen op de Olympische Zomerspelen 2004 in Athene, waar hij zestiende werd. Op de WK 2005 in Helsinki werd Yamazaki op dit onderdeel achtste.
De WK 2007 in Osaka in zijn geboorteland liepen echter uit op een deceptie. Na 35 kilometer liep Yamazaki nog als derde in de kopgroep. Hij stortte echter helemaal in en zakte op 45 kilometer terug naar een zesde plaats. Tot overmaat van ramp werd hij door de jury een ronde te vroeg naar het stadion gestuurd. Hij ging als vijfde over de finish, maar had maar 48 kilometer afgelegd. Hij staat dus in de boeken als DNF, uitgevallen.
Op de Olympische Spelen van 2008 in Peking nam hij deel aan de onderdelen 20 km snelwandelen en 50 km snelwandelen. Op het eerste onderdeel moest hij genoegen nemen met een elfde plaats in 1:21.18, maar op het tweede onderdeel deed hij het beter en werd hij zevende in 3:45.47. Op de Olympische Zomerspelen 2012 in Londen werd hij gediskwalificeerd bij het 50 km snelwandelen.

## Titels
- Japans kampioen 20 km snelwandelen - 2002
- Japans kampioen 50 km snelwandelen - 2004, 2005, 2006, 2007, 2008, 2009, 2010

## Persoonlijke records
| Onderdeel             | Prestatie | Datum             | Plaats  |
| --------------------- | --------- | ----------------- | ------- |
| 5000 m snelwandelen   | 19.31,11  | 6 juni 2009       | Sapporo |
| 10.000 m snelwandelen | 39.29,00  | 27 september 2008 | Tendo   |
| 10 km snelwandelen    | 40.20     | 2002              | Tokio   |
| 20 km snelwandelen    | 1:20.38   | 26 januari 2003   | Kobe    |
| 35 km snelwandelen    | 2:33.06   | 15 april 2012     | Wajima  |
| 50 km snelwandelen    | 3:40.12   | 12 april 2009     | Wajima  |

## Prestaties

### 10.000 m snelwandelen
- 2000: 20e WK junioren U20 - 45.19,21
- 2001: 4e WK junioren U18 - 43.55,32
- 2002: 5e WK junioren U20 - 42.02,76

### 20 km snelwandelen
- 2003:  Aziatische kamp.
- 2004: DNF OS
- 2008: 11e OS - 1:21.18
- 2012: 23e Wereldbeker - 1:23.19

### 50 km snelwandelen
- 2004: 16e OS - 3:57.00
- 2005: 8e WK - 3:51.15
- 2007: DNF WK
- 2008: 7e OS - 3:45.47
- 2009: DSQ WK
- 2010: 6e Wereldbeker - 3:55.44
- 2012: DSQ OS
- 2015: 34e WK - 4:03.54